# Palatinato-Zweibrücken-Birkenfeld
Il Palatinato-Zweibrücken-Birkenfeld era uno stato del Sacro Romano Impero fondato intorno a Birkenfeld nell'attuale Renania-Palatinato in Germania.
Il Palatinato-Zweibrücken-Birkenfeld fu creato nel 1569 dalla partizione del Palatinato-Zweibrücken dopo la morte di Volfango per il più giovane dei suoi figli maschi Carlo I. Dopo la morte di Carlo nel 1600 i suoi territori furono partizionati a loro volta nel Palatinato-Birkenfeld-Bischweiler dai suoi figli maschi, con Giorgio Guglielmo che gli successe a Birkenfeld. Nel 1635 lo stato fu invaso e devastato durante la guerra dei trent'anni, e nello stesso anno decimata dallo scoppio della peste. Giorgio Guglielmo morì nel 1669 e fu succeduto da suo figlio Carlo II Ottone, che morì appena due anni dopo, portando all'estinzione la linea maschile di questo ramo, quindi lo stato passò a Cristiano II de Palatinate-Birkenfeld-Bischweiler. Cristiano II morì nel 1717 e fu succeduto da suo figlio Cristiano III. Nel 1731 Cristiano ereditò il ducato di Zweibrücken e l'annesso seggio alla Dieta Imperiale, rinominando i suoi territori in Palatinato-Birkenfeld-Zweibrücken.
| Nome              | Regno      | Note                                     |
| ----------------- | ---------- | ---------------------------------------- |
| Carlo I           | 1569&-1600 |                                          |
| Giorgio Guglielmo | 1600-1669  |                                          |
| Carlo II Ottone   | 1669-1671  |                                          |
| Cristiano II      | 1671-1717  | Conte Palatino di Birkenfeld-Bischweiler |
| Cristiano III     | 1717-1731  | Conte Palatino di Birkenfeld-Zweibrücken |